# Vegyes 10 méteres szinkronugrás a 2015-ös úszó-világbajnokságon
A 2015-ös úszó-világbajnokságon a műugrás vegyes 10 méteres szinkronugrásának döntőjét július 25-én rendezték meg a Kazan Arenában.
Kínai Sze Ja-csie, Taj Hsziao-hu kettős győzelmével zárult a vegyes párosok szinkrontoronyugrásának küzdelme, melyen 15 pár indult. A kínaiak mögött az ezüstérmet a kanadai Meaghan Benfeito és Vincent Riendeau, a bronzot pedig az ausztrál Domonic Bedggood, Melissa Wu kettőse szerezte meg.

## Eredmény
A viadal helyi idő szerint 19:30-kor kezdődött.
| #  | Versenyző                               | Ország              | Pontok |
| -- | --------------------------------------- | ------------------- | ------ |
|    | Sze Ja-csie Taj Hsziao-hu               | Kína (CHN)          | 350,88 |
|    | Meaghan Benfeito Vincent Riendeau       | Kanada (CAN)        | 309,66 |
|    | Domonic Bedggood Melissa Wu             | Ausztrália (AUS)    | 308,22 |
| 4  | Hjong Ilmjong Kim Kukhjang              | Észak-Korea (PRK)   | 305,52 |
| 5  | Nyikita Slejher Julija Tyimosinyina     | Oroszország (RUS)   | 304,14 |
| 6  | Bátki Noémi Maicol Verzotto             | Olaszország (ITA)   | 299,28 |
| 7  | Benjamin Auffret Laura Marino           | Franciaország (FRA) | 295,35 |
| 8  | Paola Espinosa Jahir Ocampo Marroquín   | Mexikó (MEX)        | 294,24 |
| 9  | Itahasi Minami Okamoto Jú               | Japán (JPN)         | 289,92 |
| 10 | Loh Loh Zhiayi Chew Yiwei               | Malajzia (MAS)      | 289,89 |
| 11 | Mara Aiacoboae Cătălin Constantin Cosma | Románia (ROU)       | 286,92 |
| 12 | Ingrid Oliveira Luiz Felipe Outerelo    | Brazília (BRA)      | 283,68 |
| 13 | Mark Anderson Samantha Bromberg         | USA (USA)           | 274,14 |
| 14 | Dominik Stein My Phan                   | Németország (GER)   | 260,46 |
| 15 | Maha Abdelsalam Gouda Mohab Elkordy     | Egyiptom (EGY)      | 207,63 |